# 安房中央ダム
安房中央ダム（あわちゅうおうダム）は、千葉県南房総市、二級河川・丸山川水系丸山川に建設されたダム。高さ36メートルのアースダムで、かんがいを目的とするダムである。ダム湖（人造湖）の名は丸山湖（まるやまこ）という。

## 歴史
1958年（昭和33年）、安房中央土地改良区が設立。安房中央ダムは、千葉県の県営かんがい排水事業である安房中央用水改良事業の一環として建設され、1970年（昭和45年）に完成した。続いて、1979年（昭和54年）に長さ25キロメートルの幹線用水路が完成し、さらに1988年（昭和63年）には圃場整備によって976ヘクタールの農地の整備が完了している。

## 周辺
周辺は嶺岡山系の山々に囲まれており、東側を国道410号が走る。

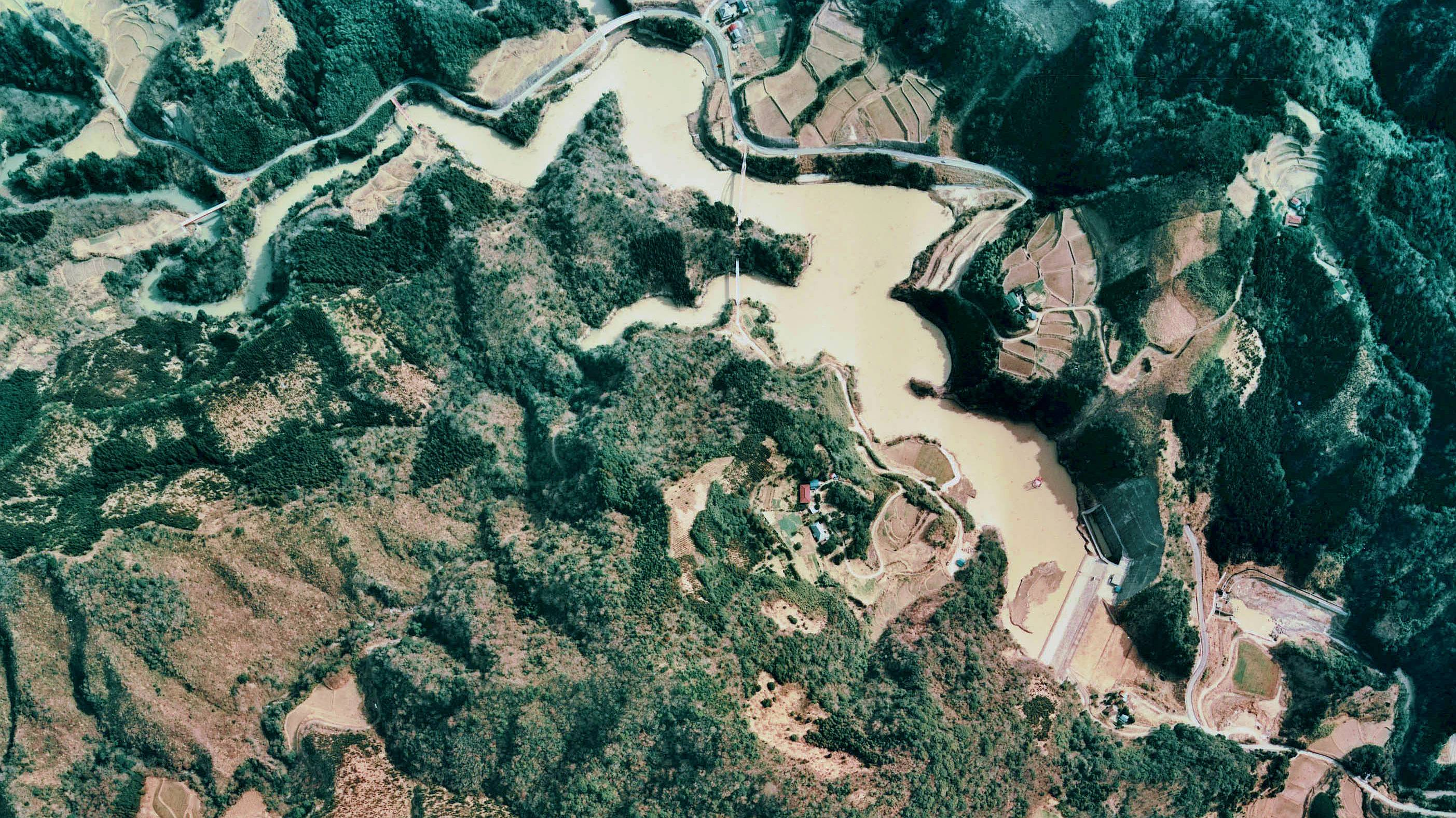
丸山湖

- 丸山湖[3]